# Dialectiek
Dialectiek is een redeneervorm die gebruikmaakt van tegenstellingen om naar waarheid proberen te zoeken, dan wel een metafysica volgens welke zowel het denken als de wereld verandert c.q. zich ontwikkelt ten gevolge van tegenstellingen (Herakleitos, Hegel, Marx en navolgers). Het begrip heeft een lange geschiedenis in de traditie van het westerse denken.
In de klassieke tijd was het nog meer dan tegenwoordig een argumentatievorm. Het woord dialectiek gaat terug op het Griekse dialegesthai, converseren, evenals dialoog en dialect (streektaal). Zeno (van Elea) wordt door Aristoteles de uitvinder van de dialectische kunst genoemd, maar in zeer brede kring wordt Aristoteles zelf beschouwd als de meester of stichter van de dialectiek, temeer omdat het begrip dialectiek zelf al snel bijna geheel samenviel met dat van de formele logica die van Aristoteles afkomstig is. Kant hanteerde een transcendentale dialectiek en in de tijd van Hegel en Marx kreeg het begrip er een aparte betekenis bij.

## Zeno (van Elea)

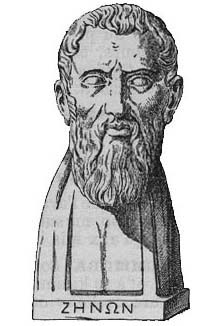
Zeno van Elea

Zeno van Elea zou door gebruikmaken van tegenstellingen geargumenteerd hebben tegen de realiteit van beweging en verandering, zegt Aristoteles over hem in zijn Fysika. Zeno wordt echter begrijpelijker als die beweging en verandering niet worden opgevat als facetten van de empirie (zoals als zijn voorbeelden strikt natuurwetenschappelijk opgevat zouden worden) maar als beschrijvingen van het Zijn. In feite moet Zeno beschouwd worden als een rationalistische kritiek op de aanhangers van het Vele en bestaat zijn dialectiek hieruit, dat hij probeerde aan te tonen dat het aanhangen van die (toenmalige) gedachtestroming tot tegenstrijdige opvattingen leidt.

## Sofisten
Door de sofisten werd de dialectiek opgevat als een manier om een ander ergens van te overtuigen.

## Plato
Bij Plato worden de twee belangrijkste aspecten van de dialectiek met elkaar verenigd: de verteltechniek, die veelal uit een dialoog of een vraag- en antwoordspel bestaat, maakt gebruik van (bewust) opgeroepen tegenstellingen om de begrippen die het onderwerp van bespreking zijn nader af te bakenen. Bij Plato wordt de dialectische methode verheven tot een kunst, de dialogen blijken geen opgetekende willekeurige gesprekken te zijn maar de dialoogvorm is, vooral in de latere dialogen, zo gekozen dat er door de hele dialoog heen een zekere eenheid van het gedachtegoed op een constructieve manier gepresenteerd wordt (zie socratische dialoog). Tevens hanteert hij een zuiverder dialectiek door er alle mogelijke als manipulatie te ervaren aspecten (die er door toedoen van de sofisten wellicht nog aan kleefde) radicaal uit weg te laten. Zijn dialectiek had niet als doel om te overtuigen maar om de gedachtegang te onderzoeken en om waarheid te vinden. Ze was niet alleen destructief (ontkennend) maar kon binnen de dialoog als geheel ook constructief zijn. In zijn vroegere dialogen lag bij de begripsrealist Plato de nadruk op het zoeken naar de precieze inhoud van bepaalde (algemene) begrippen maar de iets meer ervaren lezer heeft in de gaten dat dit niet willekeurig gebeurt maar selectief, op grond van een reeds aanwezig algemeen overzicht. Plato liet Socrates, die zelf geen geschreven werk heeft nagelaten, in zijn dialogen overigens stevige kritiek leveren op de sofisten, mede vanwege hun verkeerd gebruik van de dialectiek.

## Aristoteles
Door Aristoteles heeft het begrip dialectiek vaste vorm gekregen. Hij vergelijkt het met de retorica (de kunst van het overtuigen van anderen) maar hij zegt direct al in het begin van zijn werk dat de retorica als onderwerp heeft: retorica is de tegenhanger van dialectiek (zie externe link). Bij hem heeft dialectiek te maken met het integer zoeken naar waarheden, terwijl retoriek zoiets is als datgene wat de tegenwoordige spindoctors, voorlichters of reclameschrijvers doen. Hij onderscheidt in zijn weerlegging van sofismen vier soorten redeneervormen waarvan de dialectiek er een is en het is daar de meest belangrijke vorm, de andere drie zijn minstens ten dele triviaal. Hij zegt erover:
"het dialectische argument vertrekt vanuit algemeen aanvaarde premisses (endoxa) om uiteindelijk een bepaalde gegeven stelling tegen te spreken."— Retorica: 'Weerlegging sofismen' sectie 2
Het klassieke bewijs uit het ongerijmde, bijvoorbeeld, zou bij hem dus steunen op een dialectische gedachtegang.

## Kant
Immanuel Kant kan, als transcendentaal filosoof, niet anders doen dan de (traditionele) dialectiek, die hij omschrijft als het organon van de traditionele logica weg te zetten als de logica van de schijn. Dat liet hij al zien bij de introductie van zijn zogenaamde antinomieën. Logica en (dus) dialectiek zullen bij hem dus rekening moeten houden met de verworvenheden van het transcendentale gedachtegoed. Dit gedachtegoed, bekeken vanuit vogelvluchtperspectief, drukt de bijzondere bestemming van de rede uit, en deze bestaat uit het principe van de systematische eenheid bij het gebruik van het menselijk verstand. (Kant is dus kennelijk op verscheidene manieren een idealist.) Als men echter de fout maakt deze kenwijze te zien als iets wat de dingen constitueert in plaats van als iets wat een slechts regulerende functie heeft, dan zal de rede uiteindelijk in zichzelf verdeeld raken. (Prolegomena, sectie 56) Dit sluit overigens uitstekend aan bij het (ook) constructieve karakter van de dialectiek in Plato's dialogen: daar was, vooral in de midden- en latere dialogen, namelijk al sprake van eenzelfde soort eenheid.

## Kant en Hegel
Het voornaamste verschil, wat betreft de dialectiek, tussen Kant (en voorgangers, en vele neo-Kantianen) enerzijds en Hegel, Marx en navolgers anderzijds, is dat Kant, zonder het met zoveel woorden te zeggen, de afzonderlijke dingen (inclusief de afzonderlijke elementen van de rede en logica) binnen het kenproces als stabiel beschouwt. Bij Hegel is het anders. Daar waar Kant nog waarschuwde tegen een te absoluut gebruik van de logica omdat deze, toegepast op de dingen van de werkelijke wereld, slechts veilig kon worden geacht binnen haar transcendentale toepassingen, en waar de rede in zichzelf verdeeld zou kunnen raken als men dit in de wind zou slaan (zie de vier antinomieën van Kant), daar laat Hegel zonder enig probleem alle dingen veranderen in een dialectisch proces. Hij is een objectief idealist, dus vallen bij hem denken en werkelijkheid samen. Bestaat bij Kant en zijn belangrijkste voorgangers de geschiedenis voor de beschouwer uit een soort comparatieve statica (als in een film; de afzonderlijke beeldjes veranderen niet), daar laat Hegel de dingen zelf veranderen. Zowel die van het onderwerp als wel die van het beschrijvend begrippenkader. Uiteindelijk kan bij hem het zijn omslaan in het niets om op een hoger niveau terug te komen dan het worden. Goethe parodieerde dit soort filosofie (waarin de dingen hun eigen gang gaan maar waar onduidelijk is wie er nu precies de leiding heeft) in zijn gedicht Der Zauberlehrling.

## Marx

Dialectische presentatie van tegenstellingen in Het Kapitaal. Geld maakt het uitstellen van betaling mogelijk en daarmee de tegenstelling schuldenaars-schuldeisers. Deze wordt opgelost in het concept kapitaal, dat echter een tegenstelling bevat tussen het principe van eerlijke ruil op een markt en de winst van één marktpartij. Deze wordt verklaard door de tegenstelling arbeid-kapitaal op de arbeidsmarkt

Karl Marx werd opgeleid in de traditie van Hegel, maar verwierp diens metafysische idee van tegengestelde ideeën als motor van de geschiedenis. In de jaren 1840 voerde hij een polemiek tegen Hegels progressieve volgelingen, de jong-hegelianen, en wendde hij zich tot het materialisme. Tegelijk behield hij Hegels dialectiek als presentatiemethode. Vooral in zijn hoofdwerk, Het Kapitaal (1867), is de dialectische methode op verschillende vlakken waar te nemen:
- Procesdenken.[4] De cruciale concepten in Het Kapitaal zijn alle processen. Arbeid is een proces dat waarde schept. Kapitaal is waarde in circulatie, op zoek naar meerwaarde, en houdt op te functioneren als de circulatie onderbroken wordt. De maatschappij is niet statisch, maar maakt een ontwikkeling door, voortgedreven door economische verhoudingen (historisch materialisme).
- Wisselwerkingen (dialectische verhoudingen) tussen mens en omgeving. De mens is een natuurlijk wezen, maar verandert de natuur door zijn planmatige (niet-instinctieve) gedrag, zijn arbeid. Maatschappij en geschiedenis produceren het menselijk bewustzijn, maar zijn tegelijk het product van menselijk handelen.
- Beweging van het abstracte naar het concrete.[5] Het Kapitaal, deel I, begint met de abstract-economische notie van de waar, het voor de markt geproduceerde goed. Van daaruit bestrijkt het achtereenvolgens de markt, het productieproces dat waren voortbrengt, de menselijke arbeidskracht als waar op de arbeidsmarkt, de omstandigheden van de arbeidersklasse die de waren produceert en uiteindelijk de specifieke geschiedenis die hen van boeren tot arbeiders gemaakt heeft.
- Reeksen van tegenstellingen. Marx presenteert concepten in termen van zowel maatschappelijke tegenstellingen als logische contradicties, die steeds opgelost worden door de blik op economie en maatschappij te verruimen. Deze tegenstellingen zijn echter geen lineaire, causale redeneringen, maar steeds andere gezichtspunten op hetzelfde proces.[4]

De term dialectiek heeft bij Marx diverse betekenissen, die soms tot interpretatieproblemen leiden. Het moderne marxisme, opgevat als stroming in de sociale wetenschappen, verstaat onder dialectiek vooral het denken in wisselwerkingen in plaats van lineaire causaliteit. Soms wordt het woord vervangen door modernere termen, zoals overdeterminering.